# Marek Olewiński
Marek Tadeusz Olewiński (ur. 23 listopada 1947 w Złotowie, zm. 29 marca 2005 w Warszawie) – polski polityk, poseł na Sejm II, III i IV kadencji.

## Życiorys
Ukończył studia na Wydziale Ekonomiki Produkcji Wyższej Szkoły Ekonomicznej w Poznaniu. Od 1976 do rozwiązania należał do Polskiej Zjednoczonej Partii Robotniczej, później był członkiem Socjaldemokracji Rzeczypospolitej Polskiej i od 1999 Sojuszu Lewicy Demokratycznej. Od 1972 do 1990 pracował na różnych stanowiskach w fabryce „Drumet”, m.in. jako dyrektor naczelny. Później przez kilka lat prowadził własną działalność gospodarczą.

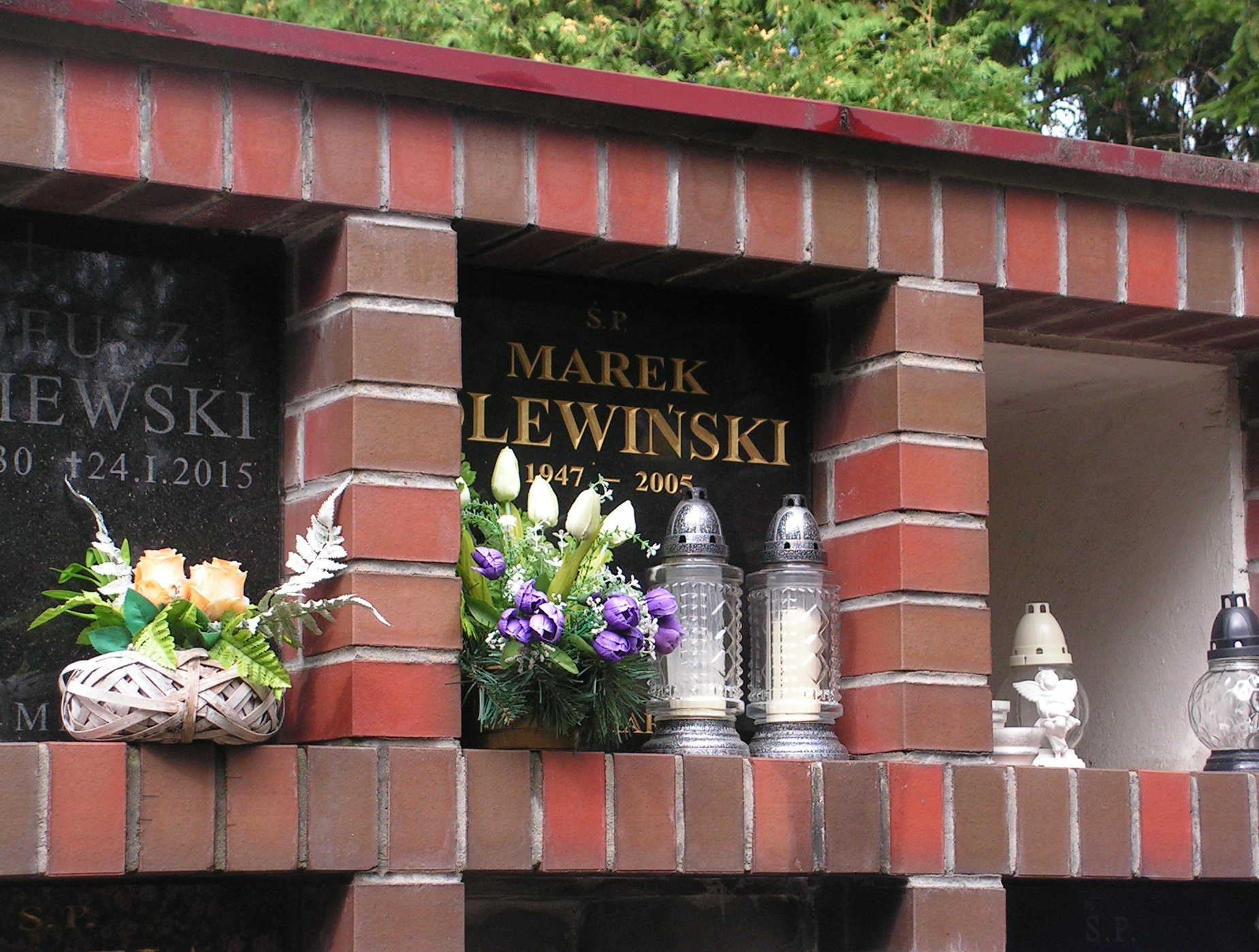
Płyta nagrobna Marka Olewińskiego w kolumbarium na cmentarzu komunalnym we Włocławku

W 1993 i 1997 uzyskiwał mandat posła na Sejm II i III kadencji z ramienia Sojuszu Lewicy Demokratycznej. Po raz trzeci został posłem w 2001 z okręgu toruńskiego. W IV kadencji pełnił funkcję zastępcy przewodniczącego Komisji Finansów Publicznych. W 2004 przeszedł do Socjaldemokracji Polskiej, rok później zmarł na skutek białaczki.
Pochowany na cmentarzu komunalnym we Włocławku. W 2005 odznaczony pośmiertnie Krzyżem Oficerskim Orderu Odrodzenia Polski.